# Opizia
Opizia là một chi thực vật có hoa trong họ Hòa thảo (Poaceae).

## Loài
Chi Opizia gồm các loài: